# Conocyathus zelandiae
Conocyathus zelandiae är en korallart som beskrevs av Duncan 1876. Conocyathus zelandiae ingår i släktet Conocyathus och familjen Turbinoliidae. Inga underarter finns listade i Catalogue of Life.